# Leki mukolityczne
Leki mukolityczne, mukolityki – leki powodujące upłynnienie i zmniejszenie lepkości śluzu w drogach oddechowych poprzez rozrywanie mostków dwusiarczkowych w mukoproteinach. Unieczynniają rodniki w komórkach, w których toczy się zapalenie. Pomagają oczyścić drogi oddechowe z wydzieliny.
Przykładami leków mukolitycznych są bromoheksyna i ambroksol.

Przeczytaj ostrzeżenie dotyczące informacji medycznych i pokrewnych zamieszczonych w Wikipedii.